# スティーブ・ヤング
スティーブ・ヤング（Jon Steven Young, 1961年10月11日 - ）はユタ州ソルトレイクシティ出身のプロフットボール・NFLの元選手。左投げのQB。1992年、1994年にはシーズンMVPに選出され、第29回スーパーボウルではスーパーボウル記録である6本のタッチダウンパスを決めてMVPに選ばれている。2005年に左利きのQBとして初めてプロフットボール殿堂入りを果たした。末日聖徒イエス・キリスト教会のブリガム・ヤングの来孫にあたる。

## 経歴

### プロ入りまで
ソルトレイクシティで生まれ育ったが8歳のときに家族と共にコネティカット州グリニッジに移った。グリニッジ高校時代にはチームのオフェンスがランプレーを主としていたこともあり、267回のキャリーで1928ヤードを獲得した一方パスはわずか41%しか成功していなかった。バスケットボールでも1試合平均15得点、野球では打率.384で投手として出場した試合以外では中堅手となった。投手としては5勝1敗でノーヒットノーランも達成している。
大学進学の際にはラッシング能力を買われてノースカロライナ大学から声がかかったがブリガムヤング大学へ進学した。パス能力に欠けた彼は高い身体能力を生かしてDB（ディフェンスバック）への転向もコーチに検討されたが努力の末にQBとして開花し、ジム・マクマーンの大学記録を破った。4年次の1983年には3902ヤードを投げてタッチダウンパス33回、パス成功率71.3%（NCAA記録）を記録した。またランでも544ヤードを獲得した。ヤングに率いられたブリガムヤング大学はチームオフェンスでも1試合平均584.2ヤードを獲得し（うち370.5ヤードがヤングのパス及びランによるもの）、こちらもNCAA記録であった。この年チームは11勝1敗で終了し、彼はオールアメリカンに選出されると共にハイズマン賞の投票でもネブラスカ大学のRBマイク・ロウジャーに次いで2位となった。カレッジフットボール最高のQBに贈られるデービー・オブライエン賞を受賞し大学最後の試合となった1983年のホリデーボウルでは21-17でミズーリ大学を破った。先発出場した3シーズンで彼は592本のパスを成功させて7733ヤードを獲得、56タッチダウンパスを成功させると共に1048ヤードを走り18タッチダウンをあげた。彼は2001年にカレッジフットボールの殿堂入りを果たした。

### USFL
1984年に、1983年に新設された新興リーグUSFL（United States Foolball League）のロサンゼルス・エクスプレスと10年間で4000万ドルで契約入団した。この金額はマイク・ロジェールやハーシェル・ウォーカーを超えた史上最高額の契約であった。チームには後にNFLでもプレーするジョジョ・タウンゼル、メル・グレイ、ケビン・ネルソンなどのタレントがおりプレーオフに進出したがチームはロサンゼルスのファンの支持を得ることができなかった。この年、大学卒業に必要な単位が残っていたこともあり彼は6試合に欠場した後12試合に先発出場した。プロフットボール史上初の同じ試合でパスで300ヤード、ランで100ヤード獲得した選手となった。
1985年にチームオーナーのウィリアム・オルデンバーグは破産し、リーグは新しいチームの買い手を探したが見つからなかった。シーズンは惨憺たるものになり、ある試合の前にはチームバスの運転手が給料の支払いが滞っているために運転を拒否する有様であった。多くの契約金をもらっていたヤングは何人かのチームメートや運転手にお金を与え試合に臨んだ。この試合健康なランニングバックがいなかったため、ヤングはテールバックの位置についてショットガンフォーメーションでプレーした。
リーグはその年限りで解散したため、ヤングやハーシェル・ウォーカー、メル・グレイ、レジー・ホワイト、ジム・ケリー、ダグ・フルーティ、ダグ・ウィリアムスら所属していた選手の多くは補充ドラフトでNFLに移籍することとなった。

### バッカニアーズ時代
ヤングは1986年にタンパベイ・バッカニアーズに加入し、2シーズン在籍したがいずれのシーズンも2勝14敗に終わり、ヤングは合計19試合に先発するが3勝16敗という散々な結果に終わった。個人成績も11タッチダウン、21インターセプトでパス成功率は55%を下回った。ビル・ウォルシュがヤングの潜在能力に興味を持ち獲得の意思を示したこともあり、バッカニアーズは1987年のNFLドラフトで、全米No.1となったマイアミ大学のQBビニー・テスタバーディを指名し、同年4月24日にヤングはドラフト2巡目、4巡目指名権と引き換えにサンフランシスコ・フォーティナイナーズ（以下ナイナーズ）に放出された。

### モンタナの控え
ナイナーズに加入後数年はスーパースターQBジョー・モンタナのバックアップとなった。出場機会は多くなかったが、1987年のシカゴ・ベアーズ戦で第1Qにモンタナが退場するとリリーフとして出場し4タッチダウンパスを投げてこの試合は41-0でナイナーズが勝利した。ミネソタ・バイキングスとのNFCチャンピオンシップゲームでモンタナと途中交代し、2TDをあげた。
1988年、第2週で移籍後、初先発したが3ファンブルを喫し、モンタナと交代された。第4週のデンバー・ブロンコス戦でスティーブ・ウィルソンにインターセプトされ、オーバータイムで敗れた。第8週のシカゴ・ベアーズ戦では途中出場したが、1点差で敗れた。10月30日のミネソタ・バイキングス戦に先発出場していた彼はジョン・テイラーへの73ヤードのタッチダウンパスも決めると共に自身の49ヤードタッチダウンランで24-21で勝利し前シーズンのプレーオフの借りを返した。フェニックス・カージナルス戦で試合終了と同時に逆転TDを決められ1点差で敗れた。翌週からはモンタナが先発QBに復帰した。
1989年シーズンにはモンタナがシーズンMVPに選ばれたがヤングもパス成功率69％で1001ヤードを投げて8タッチダウンパス、わずか3インターセプトで将来のエースQBとしてのポテンシャルを見せた。同年10月22日のニューイングランド・ペイトリオッツ戦ではパス12本中11本を成功188ヤードを投げて3つのタッチダウンをあげて37-20で勝利した。この試合のQBレーティングは158.3となった。
1990年12月23日のニューオーリンズ・セインツ戦では102ヤードを走ったが試合には10-13で敗れた。
4シーズンの控えQBとしての成績は23タッチダウンパスに対してインターセプトわずか6回であった。

### ナイナーズのエースQB
1991年1月20日のプレーオフでモンタナがレナード・マーシャルのヒットを受けて負傷し、1991年シーズンが絶望となったことでヤングに転機が訪れた。1991年にはモンタナに代わってエースQBとなった。シーズン序盤チームは苦しみ4勝4敗となったが次の試合でヤングはジョン・テーラーへの97ヤードのタッチダウンパスを決めた後にひざを負傷し、スティーブ・ボノと交代した。この試合は落としたもののボノが先発した試合で5連勝を果たしたためヤングが怪我から復帰してもジョージ・シーファートヘッドコーチはボノを先発で起用した。ボノも負傷したためシーズン最後の2試合でヤングが先発に復帰した。キャンドルスティックパークで行われた最終節のシカゴ・ベアーズとのマンデーナイトフットボールでは338ヤードを投げて3つのタッチダウンパスを成功、ランでも63ヤードを獲得して52-14で勝利した。
ヤングは5試合に欠場したものの2517ヤードを投げて17タッチダウンパス、インターセプトわずか8回でQBレイティングが101.8でNFLトップとなったがチームは前年の14勝2敗から10勝6敗に終わった。当時10勝したチームはプレーオフ出場権を得ることが多かったがこの年ナイナーズは1983年から連続出場を果たしていたプレーオフを逃した。モンタナの右ひじ故障からの復帰を望む声は高まりある識者はヤングはトレードに出されてモンタナ、ボノの先発QB争いになるだろうと予測した。
1992年のシーズンはボノ、モンタナと正QBを争うことになり、ヤングはロサンゼルス・レイダースに放出される可能性もあったが、モンタナの復帰が開幕戦に間に合わないことが判明しエースQBとなった。しかし開幕戦で脳震盪を起こし退場すると控えQBのボノが2本のタッチダウンパスを決めて31-14でチームは勝利した。翌週のバッファロー・ビルズ戦でヤングは自己ベストの449ヤードを投げて3本のタッチダウンパスを成功させたが試合は31-34で敗れた。その後彼は先発出場した試合で5連勝し、風邪で欠場したフェニックス・カージナルス戦にチームは敗れたものの翌週からヤングは残り試合全てで勝利を収めてチームは14勝2敗でシーズンを終えた。彼はパスで3456ヤードを投げ、ランでも537ヤードを獲得した。このシーズンNFLトップの25タッチダウンパスを投げてQBレイティングは107.0となり最優秀選手賞を受賞した。多くの専門家はヤングの転機はナイナーズのオフェンスコーディネーター、マイク・シャナハンとの出会いだろうと見ている。この年ディビジョナルプレーオフでは227ヤードを投げて2タッチダウンパス、ランでも73ヤードを獲得し20-13で勝利したがダラス・カウボーイズとのNFCチャンピオンシップゲームを20-30で敗れた。この年彼はプロボウルにも初めて選出された。
1993年シーズン開幕前にチームはモンタナを構想外としてカンザスシティ・チーフスに放出した。晴れて先発QBの座を確保した彼は左手親指が腫れた状態でプレーをしていたこともあり、最初の4試合で前のシーズンより多い8インターセプトを喫した。その後親指の腫れが治まってからの7試合では16タッチダウンに対してインターセプトわずか2回で平均レーティングは122.2と驚異的な数字をあげた。この年彼はチーム記録となる4023ヤードを投げてリーグトップの29タッチダウンパス、QBレーティングは101.5の数字を収め、パス試投189回インターセプト0の記録も作った。チームは10勝6敗でディビジョナルプレーオフではニューヨーク・ジャイアンツを44-3と圧倒したがダラス・カウボーウズに21-38で敗れた。
1994年にはチームはフリーエージェントでディオン・サンダースらを補強した。開幕戦のロサンゼルス・レイダース戦で4タッチダウンパスを成功させて44-14で圧勝、第2週のモンタナとの対決になったチーフスには敗れたがその後連勝し続くキャンドルスティックパークでのフィラデルフィア・イーグルス戦では8-40で敗れた。この試合シーファートヘッドコーチは大差のついた試合に対してヤングをベンチに下げたがそのことに対してヤングはヘッドコーチと激しく口論した。その後チームは10連勝し、最終戦すでにホームフィールドアドバンテージも決まり勝敗が重要でなくなっていたミネソタ・バイキングス戦で先発出場し13本中12本のパスを成功させた後サイドラインに下がった。この試合チームは敗れて13勝3敗でシーズンを終えた。ヤングは4試合で4タッチダウンパスを投げる活躍を見せて35タッチダウンパス、インターセプトもわずか10で3969ヤードを投げてQBレーティングはNFL史上最高の112.8をあげて（前の記録保持者はモンタナ）2回目のMVPに選ばれた。プレーオフではシカゴ・ベアーズを44-15で一蹴した後、NFCチャンピオンシップゲームではカウボーイズに38-28（ハーフタイムでは31-14）と雪辱を果たした。この試合彼は2タッチダウンパスを成功させると共に47ヤードのタッチダウンランを決めている。
第29回スーパーボウルで彼は325ヤードを投げると共に、モンタナの持っていた5本のタッチダウンパス成功のスーパーボウル記録を塗り替える6本のタッチダウンパスを決めて、サンディエゴ・チャージャーズに49-26で圧勝した。ランで49ヤードを記録し、MVPに選ばれた。
スーパーボウル優勝後、彼は1996年と1997年にQBレイティング1位となったが、チームは1995年から1997年まで3年連続でブレット・ファーヴのグリーンベイ・パッカーズにプレーオフで敗れた。そのうち2回は地元でのゲームであった。1995年から1997年までの3年間彼は数試合に欠場している。
1998年に37歳になっても彼のプレーは周囲からは衰えたように見えず驚きの目で見られていた。この年4170ヤードを獲得、NFLトップの36タッチダウンパスを記録した。これはナイナーズのチーム記録となっている。この年のワイルドカードプレーオフでは試合時間残り3秒でテレル・オーウェンスに決めて30-27で勝利した。このプレーは1981年NFCチャンピオンシップゲームでのダラス・カウボーイズ戦でのドワイト・クラークのザ・キャッチにちなんでザ・キャッチIIと呼ばれた。翌週のアトランタ・ファルコンズ戦でヤングは致命的な3本のインターセプトを喫して18-20でチームは敗れた。
1999年この年が彼の現役最後のシーズンとなった。長年脳震盪に悩まされていた彼は第3週のアリゾナ・カージナルスとのマンデーナイトフットボールで味方RBのローレンス・フィリップスがブロックミスをしてしまい、相手コーナーバックのアニーアス・ウィリアムズに激しくサックされた。ヤングは退場しその後残り試合も全て欠場した。彼は脳震盪とその後遺症に悩まされその年限りで現役を引退した。
通算4,149回パスを投げてうち2,667回成功（64.3％）、33,124ヤード、232タッチダウン、107インターセプト。通算のQBレーティング96.8はNFL史上最高である。また、ランでも43タッチダウンをあげると共に、通算4,239ヤードを獲得しておりこれはQBとしてはランドール・カニンガムに次ぐ史上2位である。またプロボウルのタッチダウンパス記録も持っている。
1999年にスポーティングニュースが選ぶ偉大な100人のフットボール選手中63位にランクした。
背番号8は2008年10月5日のニューイングランド・ペイトリオッツ戦のハーフタイムにセレモニーが行われてナイナーズの永久欠番となっている。2005年にはプロフットボール殿堂入りを果たした。

## 受賞歴・記録
- MVP2回（1992年、1994年）
- スーパーボウルMVP1回 （1995年第29回）

NFL記録
- 通算パス記録 QBレイティング 96.9
- QBの通算タッチダウン記録 43回
- 通算パスタイトル 6回（サミー・ボーとタイ記録）
- 連続パスタイトル 4年連続（1991年-1994年）
- シーズンQBレイティング100以上 6シーズン（1991年-1994年、1997年、1998年）
- パス獲得300ヤード以上連続試合記録 6試合（1998年にNFL新記録、2000年にカート・ワーナー、2002年にリッチ・ギャノンも記録した。）
- シーズン最多タッチダウンパス 4回（ジョニー・ユナイタス、ブレット・ファーヴ、レン・ドーソンに並ぶタイ記録）
- プレーオフ最多パス試投 65 （1995年のグリーンベイ・パッカーズ戦）
- プレーオフ最多タッチダウンパス 6 （ダリル・ラモニカとタイ記録）
- スーパーボウル最多タッチダウンパス 6 （第29回スーパーボウルで史上唯一達成）

### 年度別成績

#### レギュラーシーズン
| 年度      | チーム    | 背 番 号  | 試合 | 試合 | パス      | パス      | パス      | パス        | パス             | パス | パス | パス          | ラン      | ラン        | ラン             | ラン | 記録              |
| 年度      | チーム    | 背 番 号  | 出場 | 先発 | 成功 回数 | 試投 回数 | 成功 確率 | 獲得 ヤード | 平均 獲得 ヤード | TD   | Int  | レイテ ィング | 試行 回数 | 獲得 ヤード | 平均 獲得 ヤード | TD   | 先発出場 試合勝敗 |
| --------- | --------- | --------- | ---- | ---- | --------- | --------- | --------- | ----------- | ---------------- | ---- | ---- | ------------- | --------- | ----------- | ---------------- | ---- | ----------------- |
| 1985      | TAM       | 8         | 5    | 5    | 72        | 138       | 52.2      | 935         | 6.8              | 3    | 8    | 56.9          | 40        | 233         | 5.8              | 1    | 1-4               |
| 1986      | TAM       | 8         | 14   | 14   | 195       | 363       | 53.7      | 2,282       | 6.3              | 8    | 13   | 65.5          | 74        | 425         | 5.7              | 5    | 2-12              |
| 1987      | SFO       | 8         | 8    | 3    | 37        | 69        | 53.6      | 570         | 8.3              | 10   | 0    | 120.8         | 26        | 190         | 7.3              | 1    | 2-1               |
| 1988      | SFO       | 8         | 11   | 3    | 54        | 101       | 53.5      | 680         | 6.7              | 3    | 3    | 72.2          | 27        | 184         | 6.8              | 1    | 2-1               |
| 1989      | SFO       | 8         | 10   | 3    | 64        | 92        | 69.6      | 1,001       | 7.1              | 8    | 3    | 120.8         | 38        | 126         | 3.3              | 1    | 3-0               |
| 1990      | SFO       | 8         | 6    | 1    | 38        | 62        | 61.3      | 427         | 6.9              | 2    | 0    | 92.6          | 15        | 159         | 10.6             | 0    | 0-1               |
| 1991      | SFO       | 8         | 11   | 10   | 180       | 279       | 64.5      | 2,517       | 9.0              | 17   | 8    | 101.8         | 66        | 415         | 6.3              | 4    | 5-5               |
| 1992      | SFO       | 8         | 16   | 16   | 268       | 402       | 66.7      | 3,465       | 8.6              | 25   | 7    | 107.0         | 76        | 537         | 7.1              | 4    | 14-2              |
| 1993      | SFO       | 8         | 16   | 16   | 314       | 462       | 68.0      | 4,023       | 8.7              | 29   | 16   | 101.5         | 69        | 407         | 5.9              | 2    | 10-6              |
| 1994      | SFO       | 8         | 16   | 16   | 324       | 461       | 70.3      | 3,969       | 8.6              | 35   | 10   | 112.8         | 58        | 293         | 5.1              | 7    | 13-3              |
| 1995      | SFO       | 8         | 11   | 11   | 299       | 447       | 66.9      | 3,200       | 7.2              | 20   | 11   | 92.3          | 50        | 250         | 5.0              | 3    | 8-3               |
| 1996      | SFO       | 8         | 12   | 12   | 214       | 316       | 67.7      | 2,410       | 7.6              | 14   | 6    | 97.2          | 52        | 310         | 6.0              | 4    | 9-3               |
| 1997      | SFO       | 8         | 15   | 15   | 241       | 356       | 67.7      | 3,029       | 8.5              | 19   | 6    | 104.7         | 50        | 199         | 4.0              | 3    | 12-3              |
| 1998      | SFO       | 8         | 15   | 15   | 322       | 517       | 62.3      | 3,029       | 8.1              | 36   | 12   | 101.1         | 70        | 454         | 6.5              | 6    | 11-4              |
| 1999      | SFO       | 8         | 3    | 3    | 45        | 84        | 53.6      | 446         | 5.3              | 3    | 4    | 60.9          | 11        | 57          | 5.8              | 0    | 2-1               |
| NFL：15年 | NFL：15年 | NFL：15年 | 169  | 143  | 2,667     | 4,149     | 64.3      | 33,124      | 8.0              | 232  | 107  | 96.8          | 722       | 4,239       | 5.9              | 43   | 94-49             |

- 太字は自身最高記録
- ■はシーズンMVP受賞年
- ■は各年度のリーグ最高記録

#### ポストシーズン
| 年度 | チーム | 試合 | 試合 | パス      | パス      | パス      | パス        | パス             | パス | パス | パス          | ラン      | ラン        | ラン             | ラン | 記録              |
| 年度 | チーム | 出場 | 先発 | 成功 回数 | 試投 回数 | 成功 確率 | 獲得 ヤード | 平均 獲得 ヤード | TD   | Int  | レイテ ィング | 試行 回数 | 獲得 ヤード | 平均 獲得 ヤード | TD   | 先発出場 試合勝敗 |
| ---- | ------ | ---- | ---- | --------- | --------- | --------- | ----------- | ---------------- | ---- | ---- | ------------- | --------- | ----------- | ---------------- | ---- | ----------------- |
| 1987 | SFO    | 1    | 0    | 12        | 17        | 70.6      | 158         | 5.9              | 1    | 1    | 94.7          | 6         | 72          | 12.0             | 1    | 0–0               |
| 1988 | SFO    | 2    | 0    | 1         | 1         | 100.0     | -1          | -1.0             | 0    | 0    | 79.2          | 3         | 1           | 0.3              | 0    | 0–0               |
| 1989 | SFO    | 3    | 0    | 3         | 5         | 60.0      | 26          | 5.2              | 0    | 0    | 73.7          | 5         | 5           | 1.0              | 0    | 0–0               |
| 1990 | SFO    | 2    | 0    | 1         | 1         | 100.0     | 25          | 25.0             | 0    | 0    | 118.7         | 0         | 0           | 0                | 0    | 0–0               |
| 1992 | SFO    | 2    | 2    | 45        | 65        | 69.2      | 540         | 8.3              | 3    | 3    | 90.5          | 16        | 106         | 6.6              | 1    | 1–1               |
| 1993 | SFO    | 2    | 2    | 44        | 67        | 65.7      | 513         | 7.7              | 1    | 1    | 87.5          | 10        | 55          | 5.5              | 1    | 1–1               |
| 1994 | SFO    | 3    | 3    | 53        | 87        | 60.9      | 623         | 7.2              | 9    | 0    | 117.2         | 20        | 128         | 6.4              | 2    | 3–0               |
| 1995 | SFO    | 1    | 1    | 32        | 65        | 49.2      | 328         | 5.0              | 0    | 2    | 51.3          | 9         | 77          | 8.6              | 1    | 0–1               |
| 1996 | SFO    | 2    | 2    | 16        | 26        | 61.5      | 169         | 6.5              | 1    | 0    | 93.3          | 12        | 68          | 5.7              | 1    | 1–1               |
| 1997 | SFO    | 2    | 2    | 44        | 68        | 64.7      | 474         | 6.6              | 1    | 1    | 83.8          | 6         | 38          | 6.3              | 0    | 1–1               |
| 1998 | SFO    | 2    | 2    | 41        | 69        | 59.4      | 471         | 6.8              | 4    | 5    | 69.2          | 9         | 44          | 4.9              | 1    | 1–1               |
| 計   | 計     | 22   | 14   | 292       | 471       | 62.0      | 3,326       | 7.1              | 20   | 13   | 85.8          | 96        | 594         | 6.2              | 8    | 8–6               |

- 太字はスーパーボウル出場
- ■はスーパーボウル制覇

## エピソード
- ヤングは母校ブリガムヤング大学の創始者、ブリガム・ヤングの来孫にあたる。父も1950年代にブリガムヤング大のアメフト選手だった。
- 二人の弟（マイク、トム）もいずれもブリガムヤング大のQBとなった。
- 元モデルのバーバラ・グラハムと引退後の2000年3月15日にハワイ島で結婚、現在は2男2女の父親となっている。
- 2000年の共和党全国大会ではスピーチを行っている。
- 法学の学位を取得していた彼は弁護士になった。フォーティナイナーズで彼にスナップしていたセンターのバート・オーツも弁護士になっている。2005年にはユタバレー州立大学から名誉博士の称号を得た。
- 2002年に開催されたソルトレークシティオリンピックの開会式では、イギリスのプラカードを持つ。また、長野オリンピック後に五輪旗がソルトレイクシティに送られた時には、ソルトレイクシティ国際空港で受取人を務めた。
- チームメイトのジェリー・ライスと共にVISAやゲータレードのコマーシャルに出演した。
- 敬虔なモルモン教徒であり、もちろん飲酒・喫煙・喫茶の類はたしなまない。ナイナーズに1年だけ在籍したディオン・サンダースが得意としているダンスをヤングに教えた時に、チームメイトは、「モルモン教ってダンスはOKだったっけ? 」と冷やかしたという。
- 日本でも大ヒットしたアメリカのテレビドラマ『ビバリーヒルズ青春白書』に、本人役でゲスト出演した。
- All-Pro Football 2K8にモンタナやライスと共に登場している。